# بیسنته لیزارازو
بیشنته لیزارازو (به فرانسوی: Bixente Lizarazu) متولد ۹ دسامبر ۱۹۶۹ بازیکن سابق تیم ملی فوتبال فرانسه و عضو سابق باشگاه بایرن مونیخ آلمان است.
وی با تیم فرانسه به مقام قهرمانی جام جهانی فوتبال ۱۹۹۸ و جام ملت‌های اروپا در سال ۲۰۰۰ دست یافت. در منطقه باسک یک ورزشگاه به نام این بازیکن ساخته شده است.